# Хорсхедс (Њујорк)
Хорсхедс (енгл. Horseheads) град је у америчкој савезној држави Њујорк.

## Демографија
По попису из 2010. године број становника је 6.461, што је 9 (0,1%) становника више него 2000. године.
| Група             | 2000.         | 2010.         |
| Белци             | 6.129 (95,0%) | 6.005 (92,9%) |
| Афроамериканци    | 84 (1,3%)     | 122 (1,9%)    |
| Азијати           | 124 (1,9%)    | 146 (2,3%)    |
| Хиспаноамериканци | 59 (0,9%)     | 103 (1,6%)    |
| Укупно            | 6.452         | 6.461         |